# Tratado de Comayagua
O Tratado de Comayagua, também conhecido como Tratado Wyke-Cruz, foi um tratado assinado em 28 de novembro de 1859 entre o Reino Unido e  Honduras. O tratado contém oito artigos e foi negociado e assinado por Charles Lennox Wyke para o Reino Unido e Don Francisco Cruz Castro para a República de Honduras.
Através do Tratado Wyke-Cruz os britânicos reconheciam a soberania hondurenha sobre as Ilhas da Baía e a Costa dos Mosquitos, com a parte interior desta até o Cabo Gracias a Dios. O tratado também oferecia uma defesa contundente dos direitos dos misquitos hondurenhos declarando que eles “não serão perturbados na posse de quaisquer terras ou outras propriedades que possam deter ou ocupar”.